# 浜寺公園駅

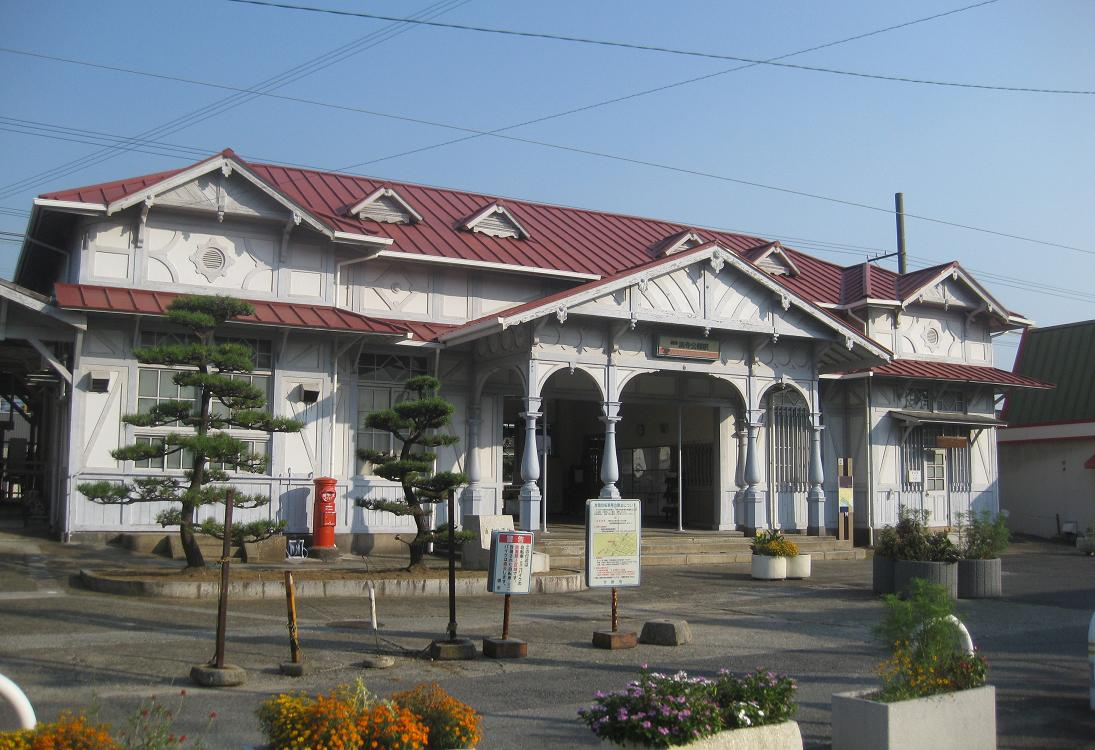
使用されていた当時の旧駅舎（2011年10月）

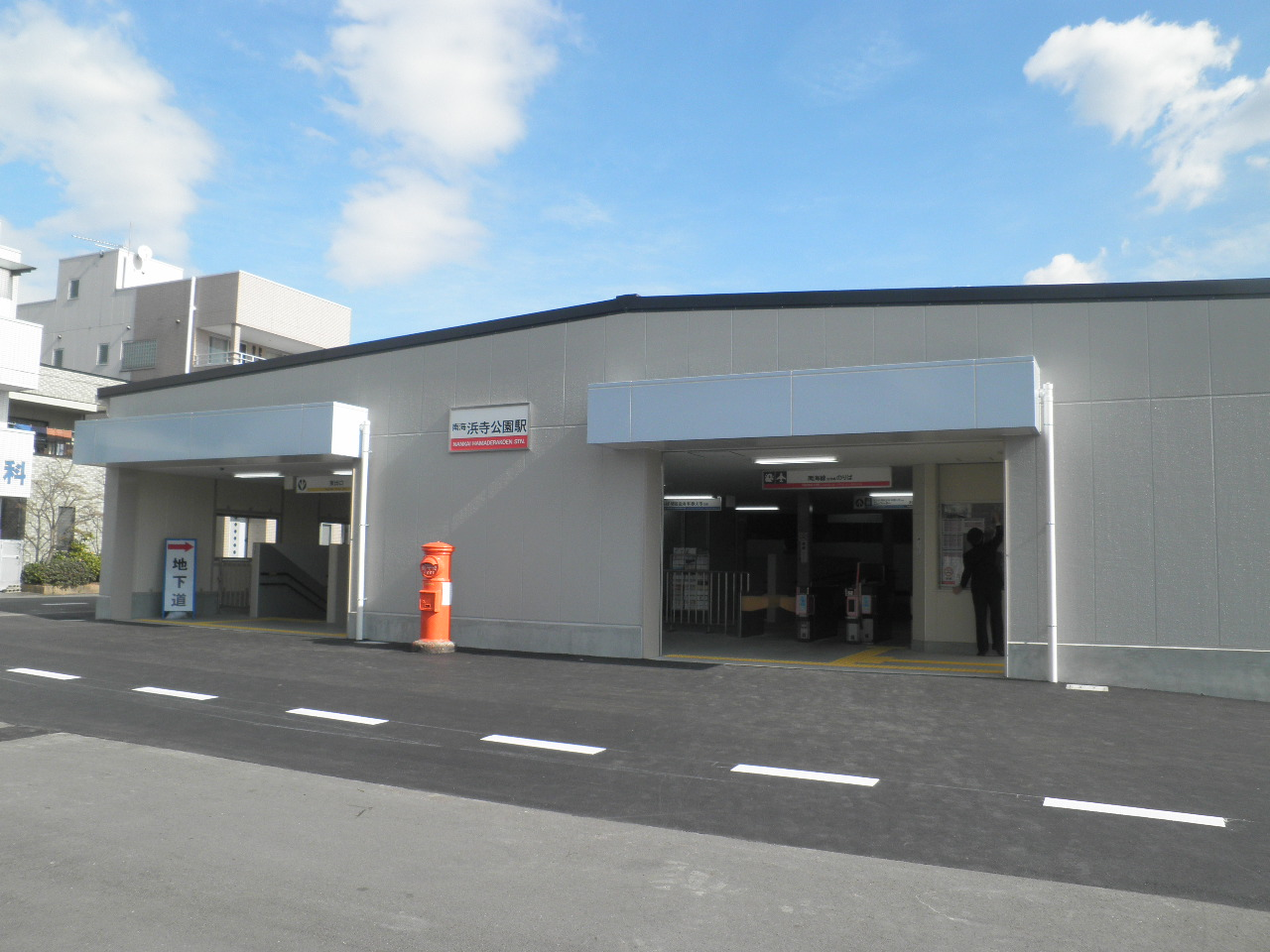
仮駅舎（2016年2月）

浜寺公園駅（はまでらこうえんえき）は、大阪府堺市西区浜寺公園町二丁にある、南海電気鉄道南海本線の駅。駅番号はNK15。
辰野金吾の設計により、1907年に建てられた木造平屋建ての旧駅舎は、1998年に国の登録有形文化財に登録されており、2016年の使用終了当時、現役の私鉄駅舎の中で最古の駅舎とされていた。駅舎としての使用終了後はギャラリー等として活用されている。第1回近畿の駅百選選定駅。

## 当駅からの接続路線
一般道を通じて下記の路線に乗り換えが可能である。
- 阪堺電気軌道
  - 阪堺線 - 浜寺駅前停留場（西側へ約130m）

## 歴史

### 年表

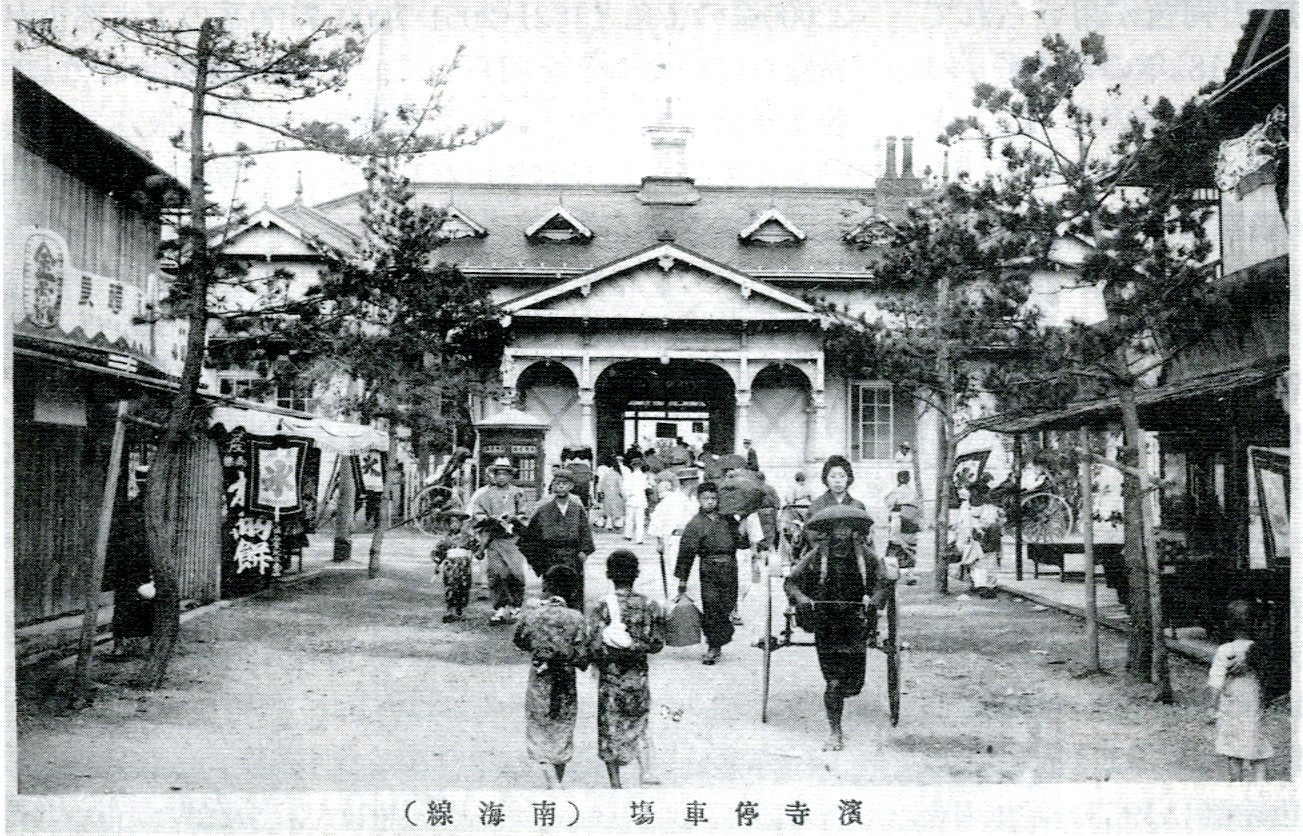
明治末から大正期にかけての浜寺公園駅

- 1897年（明治30年）10月1日：南海鉄道が堺駅 - 佐野駅（現・泉佐野駅）間で開業した際に、浜寺駅として設置。
- 1907年（明治40年）：現在の駅舎に建て替えられ、8月20日に浜寺公園駅に改称。
- 1944年（昭和19年）6月1日：戦時統合による会社合併により近畿日本鉄道の駅となる。
- 1946年（昭和21年）頃：急行が停車取りやめとなる。
- 1947年（昭和22年）6月1日：近畿日本鉄道から南海電気鉄道の分離による路線譲渡により南海電気鉄道の駅となる。
- 2012年（平成24年）4月1日 ：駅ナンバリングが導入され、使用を開始[4][5]。
- 2016年（平成28年）1月28日：高架化工事に伴い、最終電車取扱い後に旧駅舎の使用を終了し、仮駅舎の供用を開始[6][7]。
- 2017年（平成29年）11月28日 - 12月18日：旧駅舎を曳家により、約30 m離れた近隣の広場に移設[8]。
- 2018年（平成30年）4月15日：旧駅舎がギャラリー、カフェ・ライブラリー、イベントホールとしての営業を開始し、地域交流拠点として試験活用される[2][3]。
- 2022年（令和4年）5月22日：高架化工事に伴い、難波方面を仮線に切り替え[9]。
- 2025年（令和7年）7月26日：高架化工事に伴い、和歌山市方面を仮線に切り替え[10]。
- 2030年（令和12年）度末：高架線に切り替える予定[11]。

### 鉄道唱歌
鉄道唱歌第5集（関西・参宮・南海篇）（1900年（明治33年）作詞）59番の歌詞にて、当駅が登場する。
かけじや袖とよみおきし その名高師が浜の波 よする浜寺あとに見て ゆけば湊は早前に

## 駅構造

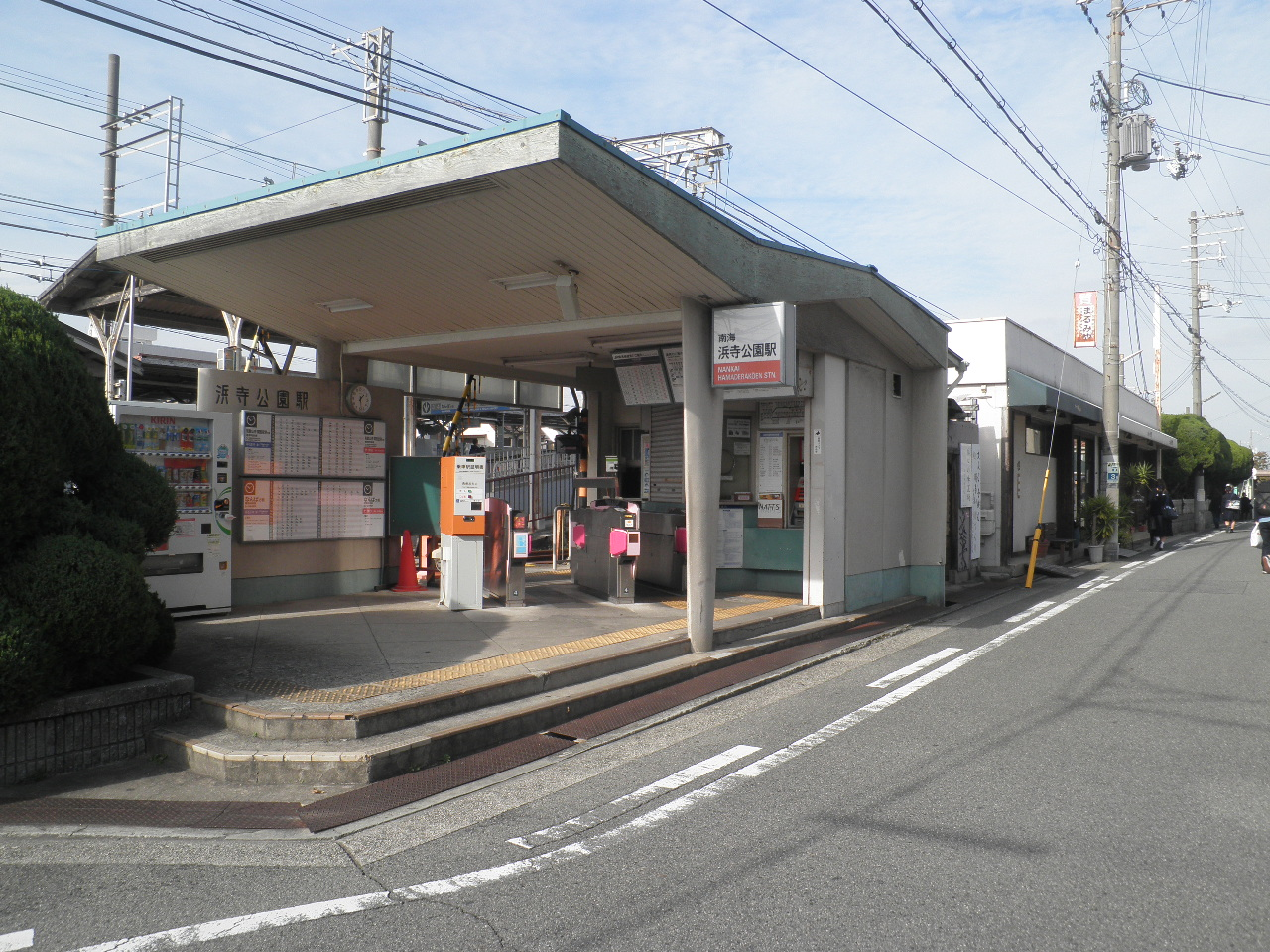
東側の改札口（2015年11月）

単式各1面で待避設備を備えた2面2線のホームと難波方面に通過線を持つ地平駅。難波方面は先述のとおり仮線に切り替えられた後は単式ホームの4番のりばのみが設置され、当駅に停車する難波方面のすべての列車が停車することになったが、待避線であるため後続列車の通過待ちの有無に関わらず出発時には出発時機合図が鳴動する。なお、難波方面の通過列車はホームがなくなった3番線を通過する。反対側の1・2番のりば（和歌山市方面）は島式ホームで、地下道によって駅舎がある4番のりば側と連絡している。仮線切り替え後は単式ホームの1番のりばのみ設置され、ホーム反対側の2番線は通過線となっている。また、駅舎の反対側（線路の東側）にも改札口があり、1・2番のりばと構内踏切によって繋がっているが、7月26日に和歌山市方面の仮線への切り替えとともに分離される。便所は改札内にあり、水洗式である（2003年の改修工事完成前は汲み取り式であった）。
仮線切り替え直前まであった旧3・4番のりばホームの4番のりばは難波駅側の切り欠き部にあり、かつてはこの駅で折り返す列車が使用していたが、難波方にあった渡り線が撤去され、当駅折り返し列車の設定がなくなってからは待避線となっていた。4番のりばの反対側には5番線があった形跡が残されていた。難波方面へ向かう列車で4番のりばに入線する列車は3番のりばを通過し、4番のりばに停車していた。4番のりばに営業列車が入らない時間帯はロープによって立ち入りが制限されていた。

### のりば
| のりば | 路線   | 方向 | 行先                   |
| ------ | ------ | ---- | ---------------------- |
| 1      | 南海線 | 下り | 関西空港・和歌山市方面 |
| 4      | 南海線 | 上り | なんば方面             |

- 1番のりばは優等列車の待避に使われる。特に夕ラッシュ時和歌山市方面はほぼ全ての普通が当駅で優等列車を待避する。（仮ホームに切り替え後も継続）また、3番線はホームのない通過線のため、のりばとしては欠番である。

### 旧駅舎
旧駅舎は1907年（明治40年）に現在の駅名に改められた時から現存するもので、使用終了当時、現役の駅舎で私鉄最古のものとされていた。辰野金吾設計の木造平屋建ての洋風駅舎（辰野が初めて手がけた駅舎）である。柱や梁を表に現したハーフティンバー様式で造られている。テレビ番組等でもしばしば紹介され、近代建築の代表作の一つとして知られる。なお、近江鉄道の桜川駅の駅舎は1900年（明治33年）の開業以来のもので当駅より古いとされている。
大阪府が計画する石津川駅ｰ北助松駅間の連続立体交差事業（堺市が政令指定都市に移行したため市内区間は堺市施行となった）による鉄道の高架化で、この駅舎が撤去・解体される可能性があった。この問題は長年議論されたが2006年11月7日に事業認可が降り、高架化が決定した。当初は2018年3月末の完成予定であったが、仮線用地の確保に手間取っており、2028年3月の完成予定へと変更されている。駅舎は、2008年2月7日に開催された「浜寺公園駅及び諏訪ノ森駅舎保存活用にかかわる懇話会」の最終会合で、高架化後には、新たに造られる新駅舎正面に移築され、エントランスとして使用されることが決まっている。
この駅舎は、2016年1月28日未明の最終電車取扱い後に運用が終了して閉鎖され、駅の機能が仮駅舎へ移転した後、曳家によって約30m移動。正面向かって右側にあるかつての一等待合室はステーション・ギャラリーとして、左側の旧駅務室は駅舎カフェ、ステーション・ライブラリーとして使われている。
2023年2月8日に、この駅舎の出入口近くの柱に対し、大阪府堺市内に住む16歳の少年3人が、蹴りを入れるなどして損傷させた。柱は塗料が剥落し、被害金額は約40万円相当に及んだ。大阪府警察は同日に、少年3人を建造物損壊容疑で逮捕している。

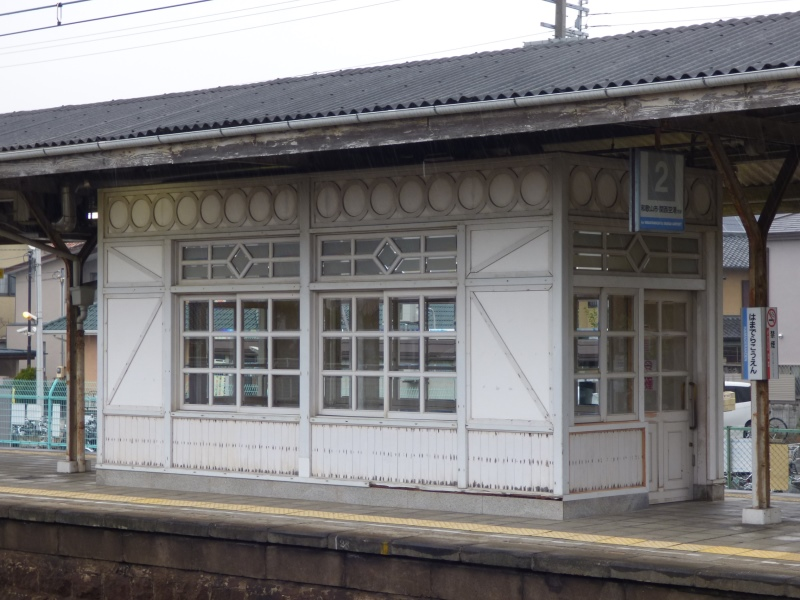
旧駅舎待合室外観（2014年12月）
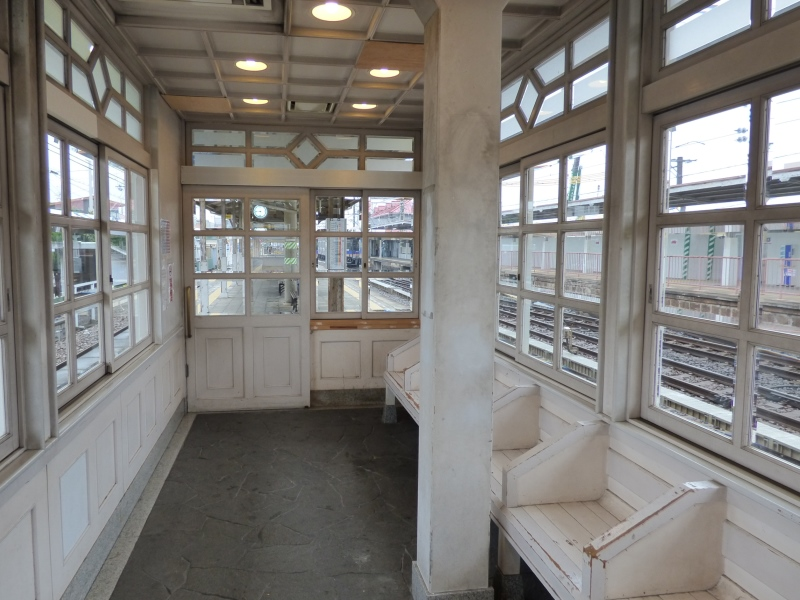
旧駅舎待合室内部（2014年12月）
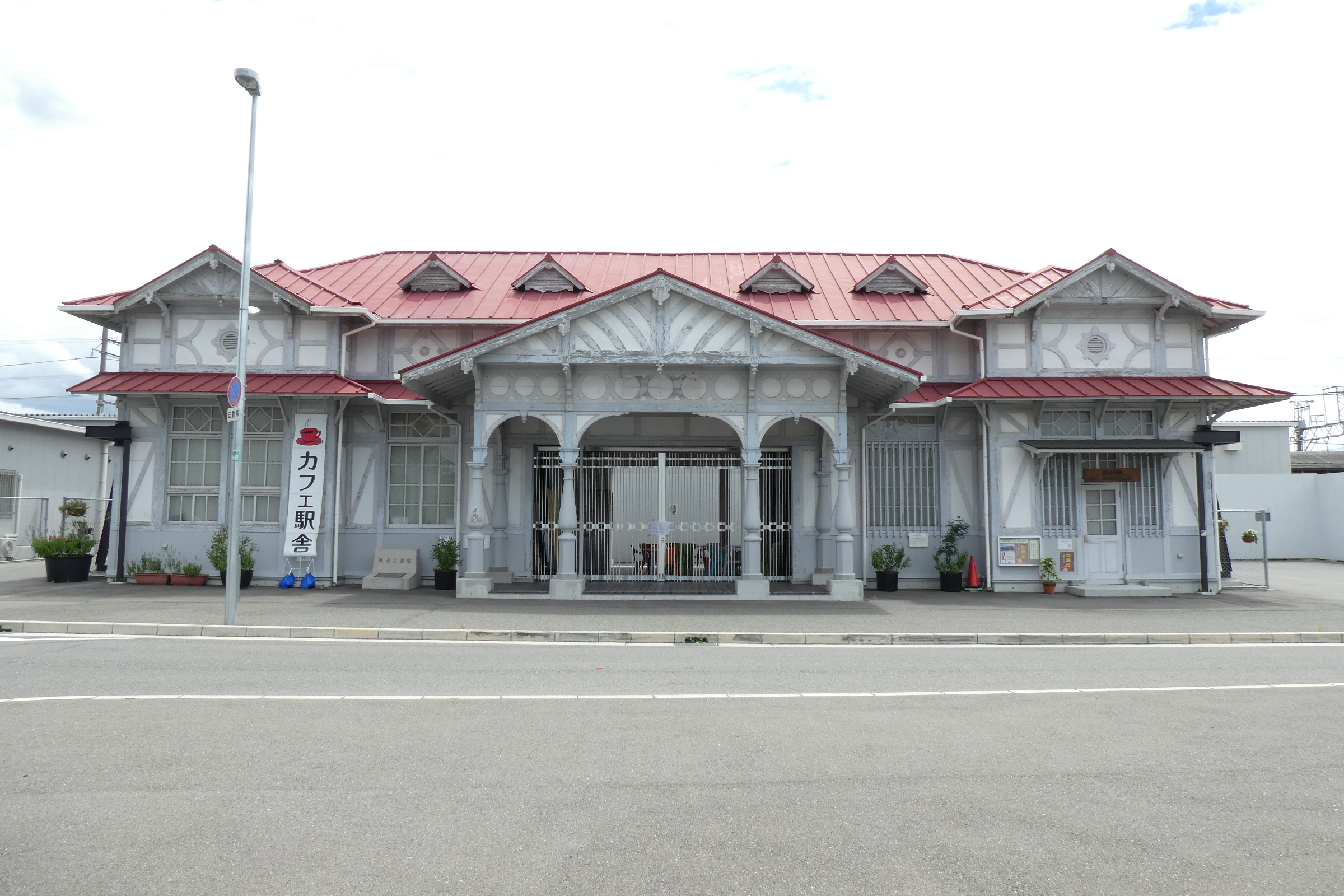
ギャラリー等として使われている旧駅舎（2019年8月）
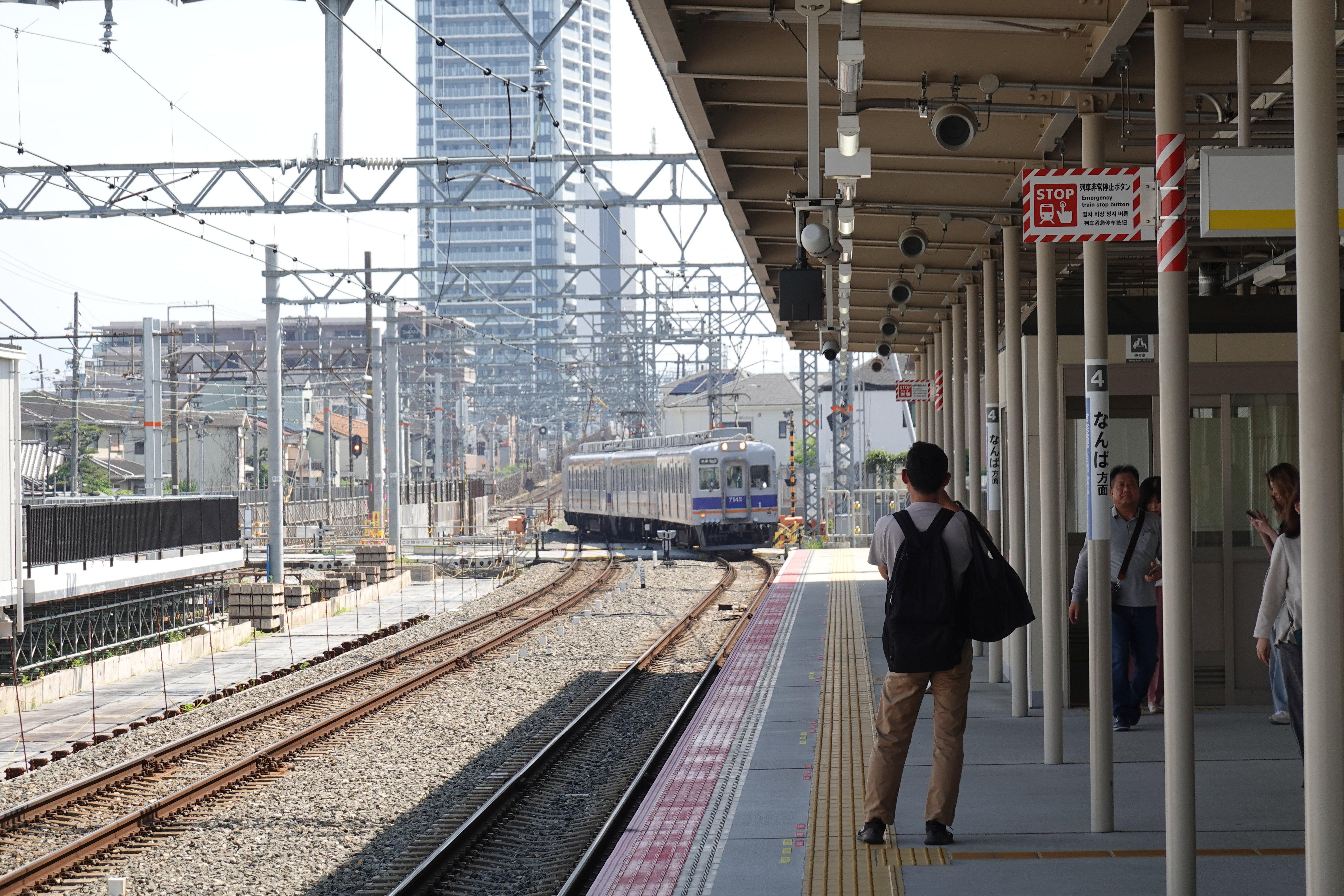
難波方面仮ホーム4番のりば（2024年6月）
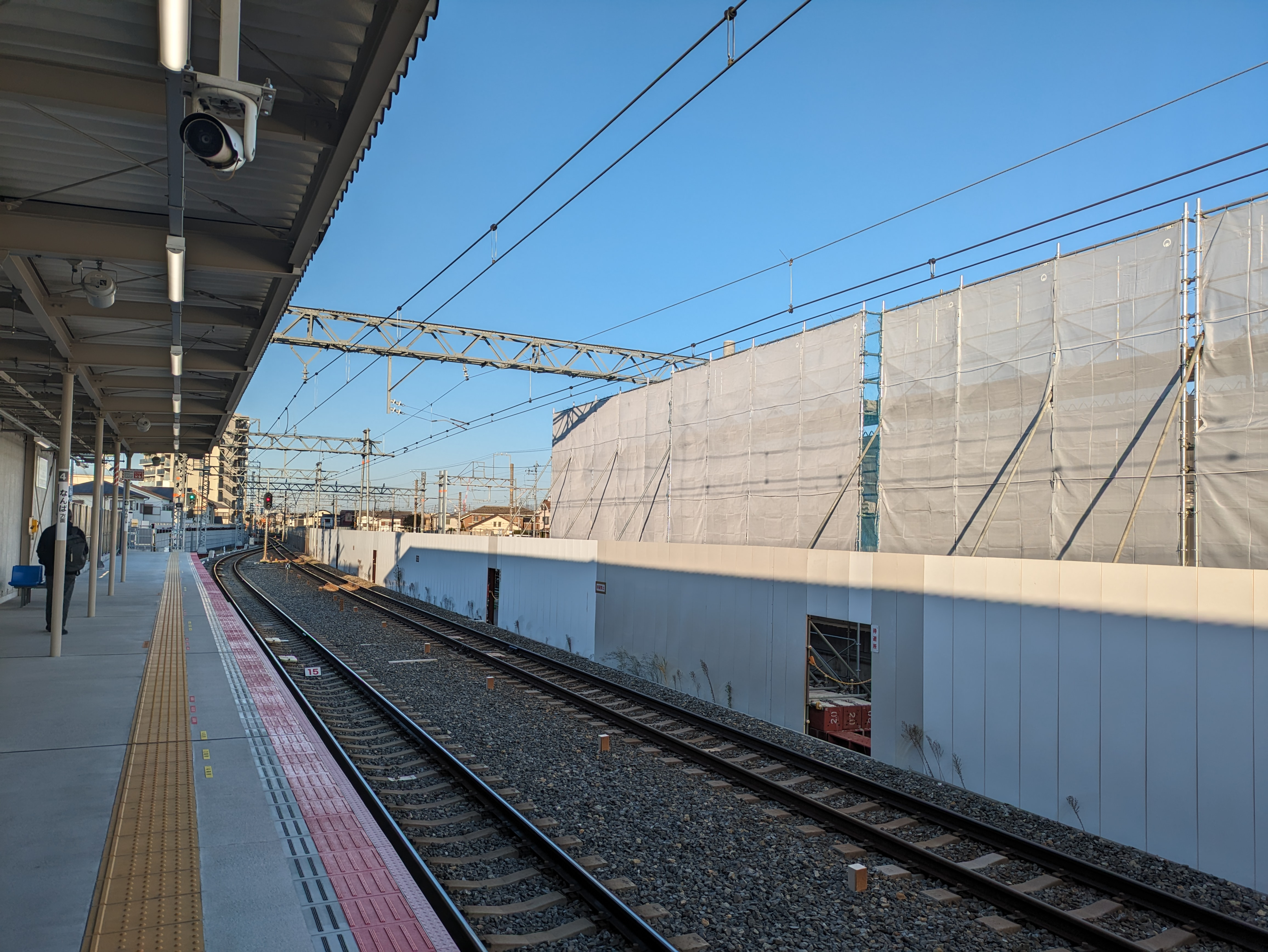
建設中の和歌山市方面仮ホーム（2024年1月）
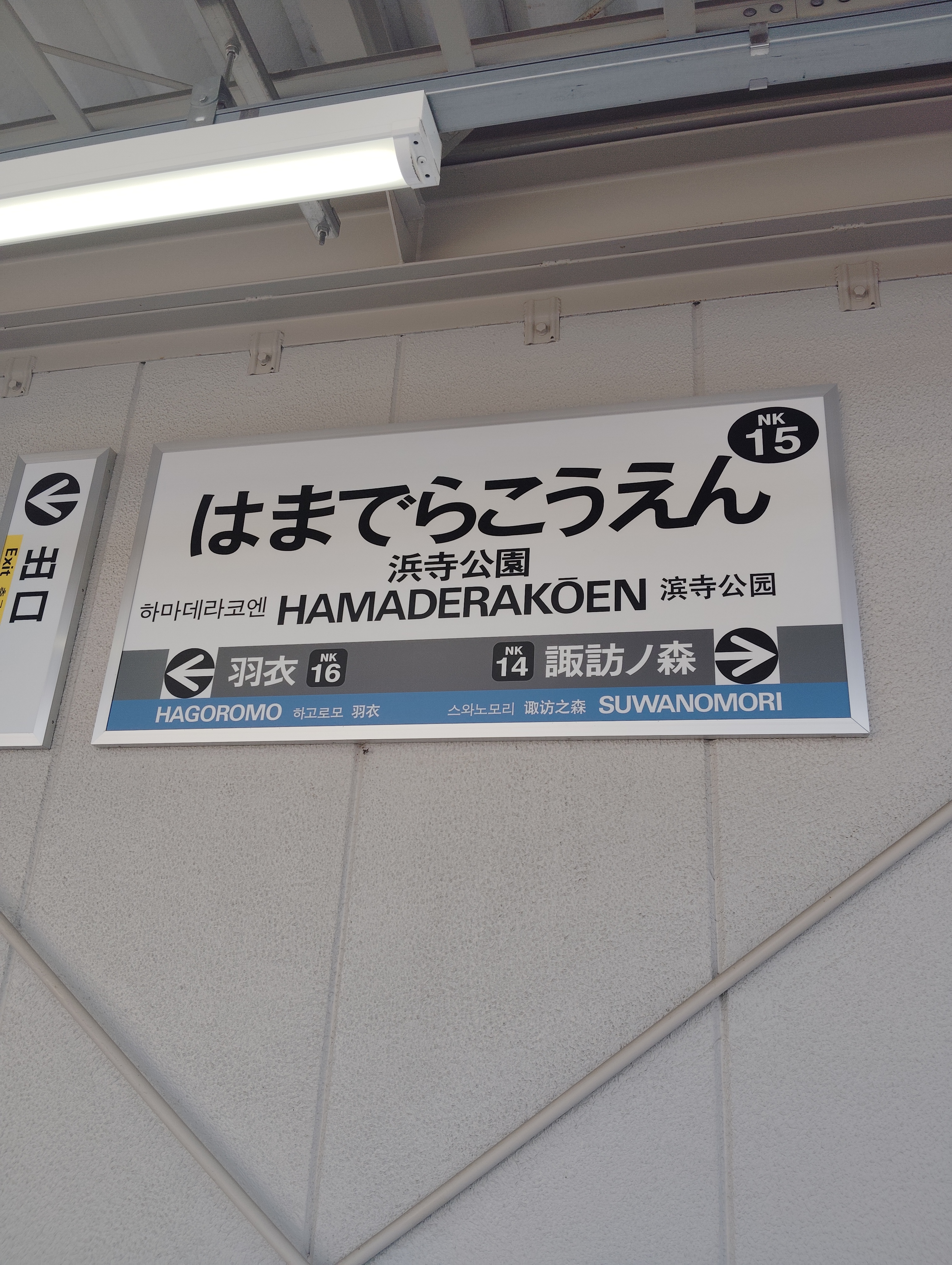
駅名標（2025年4月）

### 配線図
| ← 難波方面                                                   | 浜寺公園駅配線図（2022年5月21日まで） | → 和歌山市方面 |
| 凡例 出典:鉄道ピクトリアル 2008年8月臨時増刊「南海電気鉄道」 |                                       |                |

## 利用状況
2019年（令和元年）次の1日平均乗降人員は4,274人（乗車人員：2,158人、降車人員：2,116人）である。
各年度の1日平均乗降・乗車人員数は下表の通り。
| 年次   | 1日平均 乗降人員 | 1日平均 乗車人員 | 順位 | 出典   |
| ------ | ---------------- | ---------------- | ---- | ------ |
| 2000年 | 4,961            | 2,473            | -    | [ 20 ] |
| 2001年 | 4,822            | 2,392            | -    | [ 21 ] |
| 2002年 | 4,724            | 2,340            | -    | [ 22 ] |
| 2003年 | 4,758            | 2,366            | -    | [ 23 ] |
| 2004年 | 4,715            | 2,359            | 53位 | [ 24 ] |
| 2005年 | 4,724            | 2,368            | -    | [ 25 ] |
| 2006年 | 4,743            | 2,335            | -    | [ 26 ] |
| 2007年 | 4,725            | 2,372            | -    | [ 27 ] |
| 2008年 | 4,679            | 2,354            | -    | [ 28 ] |
| 2009年 | 4,466            | 2,243            | -    | [ 29 ] |
| 2010年 | 4,342            | 2,173            | -    | [ 30 ] |
| 2011年 | 4,208            | 2,106            | 55位 | [ 31 ] |
| 2012年 | 4,205            | 2,099            |      | [ 32 ] |
| 2013年 | 4,277            | 2,139            | 56位 | [ 33 ] |
| 2014年 | 4,222            | 2,100            | 57位 | [ 34 ] |
| 2015年 | 4,246            | 2,111            | 57位 | [ 35 ] |
| 2016年 | 4,295            | 2,133            | 56位 | [ 36 ] |
| 2017年 | 4,321            | 2,152            | 55位 | [ 37 ] |
| 2018年 | 4,313            | 2,165            | 55位 | [ 38 ] |
| 2019年 | 4,274            | 2,158            | 55位 | [ 39 ] |

## 駅周辺
阪神間の住宅地とよく似た雰囲気を持ち、数寄屋造りの豪邸やスペイン風の洋館など豪壮な邸宅が建ち並ぶ。
- 大阪府営浜寺公園 - 駅の西方にある。
  - 浜寺水練学校
- 福栄堂（松露だんご）
- 浜寺中央病院
- 堺市立浜寺昭和小学校
- 近江岸家住宅 - 国の登録有形文化財、ヴォーリズの設計
- 阪之上家住宅 - 国の登録有形文化財
- 小倉家住宅 - 国の登録有形文化財
- 阪堺電気軌道　浜寺駅前停留場

### バス路線
最寄停留所は阪堺線浜寺駅前停留場付近にある浜寺公園駅前通となる。以下の路線が乗り入れ、南海バスにより運行されている。
- 112系統：堺市立総合医療センター前行 / 石津川駅前行

## 隣の駅
南海電気鉄道
 南海本線
■特急サザン・■急行・■空港急行・■区間急行
通過
■準急（難波行きのみ運転）・■普通
諏訪ノ森駅 (NK14) - 浜寺公園駅 (NK15) - 羽衣駅 (NK16)
- 括弧内は駅番号を示す。